# Her Interactive
Her Interactive est une compagnie de jeux vidéo basée à Bellevue, dans l'État de Washington. L'entreprise crée et développe des jeux d'aventures. Leur produit le plus notable est la série Nancy Drew, vendue à 10 millions d'exemplaires.